# Fouladou (patrouilleur)
Ne doit pas être confondu avec Fouladou.
Le Fouladou est un patrouilleur hauturier construit par le chantier naval français Ocea pour la Marine nationale sénégalaise dont il est le navire amiral. Elle a réceptionné le navire, d'un gabarit de cinq cents tonnes, en octobre 2016 pour assurer des missions de souveraineté dans sa zone économique exclusive. Il est baptisé d'après la région historique du Fouladou située dans le Sud du pays.

## Conception
D'une longueur de 58 m sur 9,4 m de large pour un déplacement de cinq cents tonnes, la coque du Fouladou est composée exclusivement d'aluminium afin de réduire sa masse et donc la puissance et la consommation requises par la propulsion, constituée de deux moteurs diesels MTU de 2 560 kW. Le constructeur estime à cinq millions de litres la quantité de gazole économisée en vingt ans par ce choix de conception, qui garantit aussi une vitesse de 26 nœuds (48 km/h) en pointe. L'utilisation de ce matériau, dont la résistance aux contraintes mécaniques et au feu est sujette à caution, a exigé des adaptations structurelles ainsi qu'un système de détection et de lutte accrue contre les incendies.
Le navire est armé d'un canon de calibre 30 mm téléopéré fourni par l'entreprise britannique MSI Defense Systems ainsi que de deux mitrailleuses de calibre 12,7 mm et d'un canon à eau. Il peut déployer par l'intermédiaire de bossoirs deux embarcations rapides autrichiennes de type FRSQ 700, d'une capacité de quinze personnes pour une vitesse maximale excédant les 35 nœuds (soit 65 km/h). Sa plage arrière modulable est munie d'une grue et permet l'emport de conteneurs de mission, à raison de deux exemplaires de dix pieds ou un seul de vingt pieds. Il est doté d'une passerelle panoramique et d'un central opération adaptable, capable d'accueillir un état-major interarmées et interallié. Ils mettent notamment en œuvre un système optronique Vigy Observer conçu par Safran, un radar de navigation et un autre de surveillance. Le patrouilleur est également équipé du système électronique LYNCEA PATROL qui permet de fédérer les différents senseurs du bord (radar, AIS, ADS-B, GPS, EO) avec le canon de calibre 30 mm, mais aussi d’échanger des données tactiques avec les unités commandos installées sur les deux embarcations rapides semi-rigides grâce à une tablette portative.
L'aménagement intérieur soigne tout particulièrement le confort des vingt marins et quatre officiers embarqués, ainsi que celui des jusqu'à 35 passagers supplémentaires, il est, de plus, conçu pour recevoir un équipage mixte. Enfin, il comporte un espace de détention pour individus interpellés en mer,.

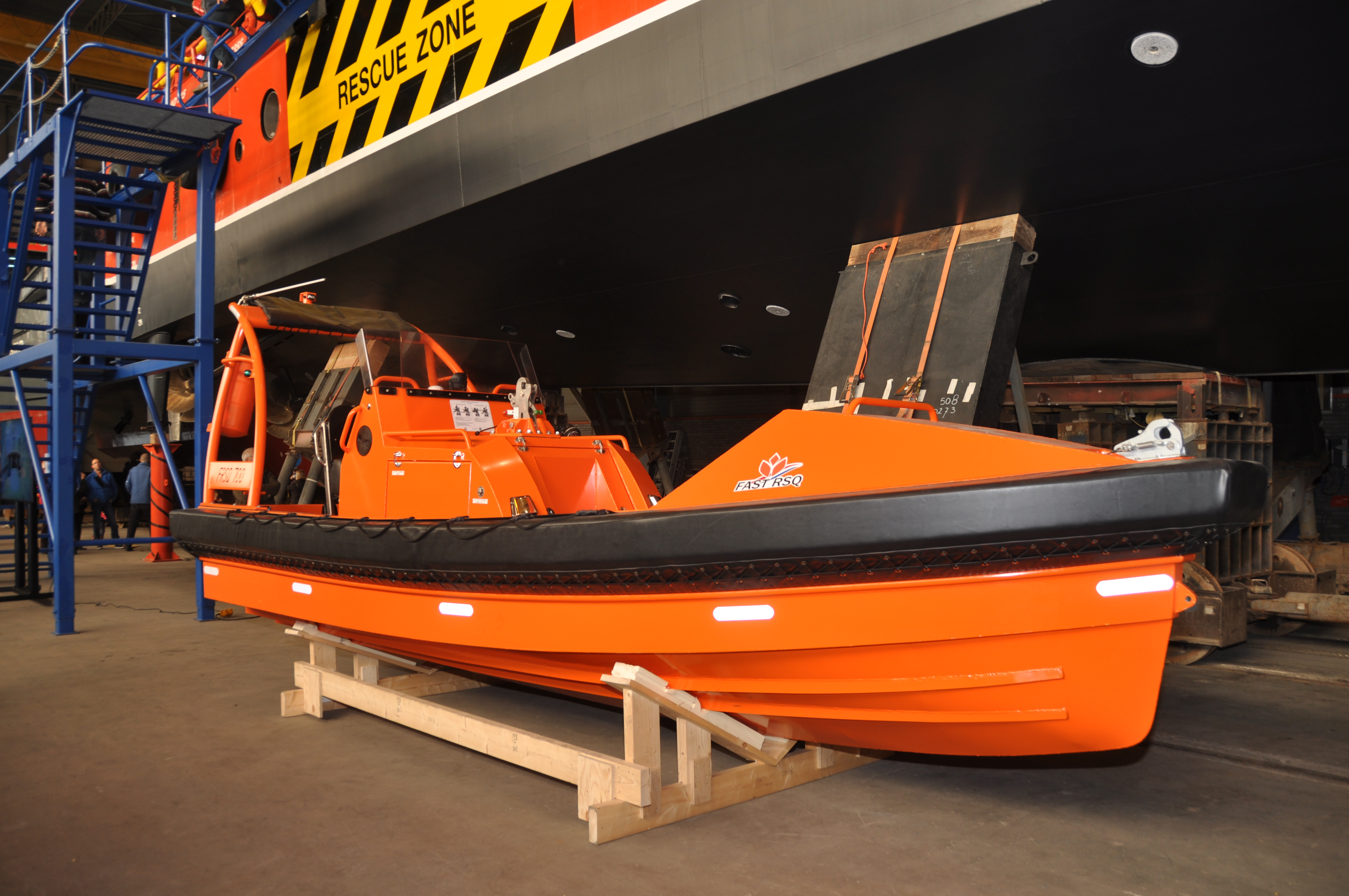
Une embarcation FRSQ 700 du type de celles déployées par le Fouladou.
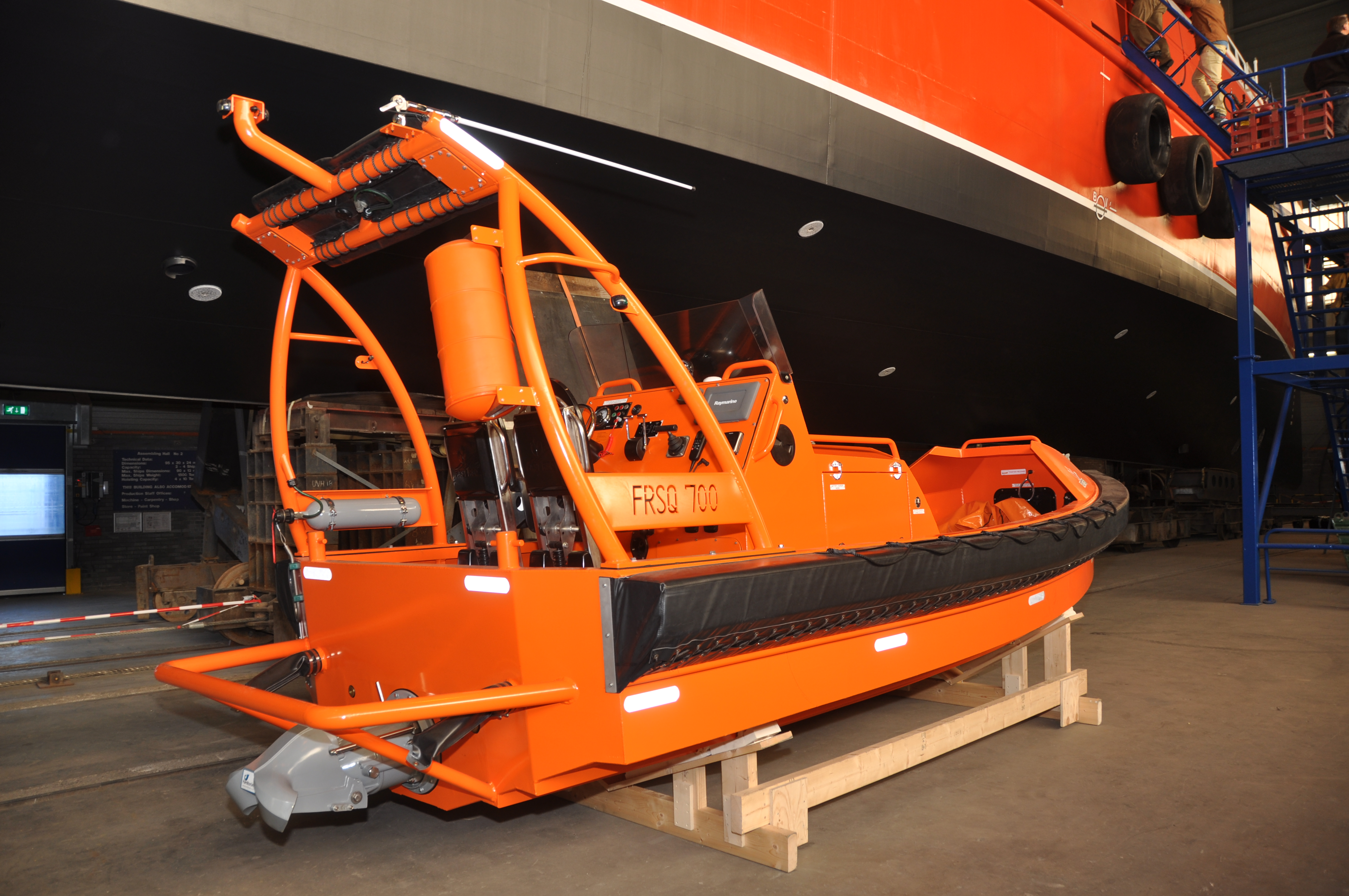
Vue arrière.

## Fonctions

Contexte géographique et maritime de la République du Sénégal.

La principale mission du Fouladou est d'assurer la souveraineté sénégalaise dans sa zone économique exclusive, laquelle s'étend sur 212 000 km2 le long de 700 km de côtes. Cette tâche nécessite toute la polyvalence du navire, elle inclut la police des pêches, le contrôle de la pollution, la recherche, l'assistance et le sauvetage en mer, la lutte contre la piraterie, le terrorisme, la contrebande et les trafics illicites (de drogue et d'armes principalement). Capable de rester trois semaines en opération sans ravitailler et franchir jusqu'à 5 500 milles nautiques (soit 10 000 km), il peut réaliser des sorties plus longues que les autres unités de la flotte sénégalaise. Cette endurance assure une meilleure permanence à la mer et permet de surveiller de plus vastes espaces, ouvrant vers des interventions dans toutes les eaux d'Afrique de l'Ouest. Une possibilité nouvelle pour cette marine,.

## Historique
La Marine sénégalaise nécessitait un patrouilleur (OPV) dans le cadre du renouvellement et du renforcement de ses moyens navals. De ce fait, un appel d'offres international est notifié par le biais de l'Agence Nationale des Affaires Maritimes du Sénégal (ANAM), il est remporté en 2014 par le français Ocea, qui a déjà construit un patrouilleur pour elle en 2008. Celui-ci inclut également la formation de l'équipage, la maintenance et le soutien technique du futur navire, le montant du contrat est gardé confidentiel. La coque est d'abord fabriquée en trois parties dans l'usine de Fontenay-le-Comte de l'entreprise, puis est assemblée au chantier naval des Sables d'Olonne où a lieu la mise à l'eau le 21 juillet 2016. Durant le mois d’août suivant se déroulent les essais à la mer, après quoi le bâtiment est livré au Sénégal le 26 octobre lors d'une cérémonie officielle en présence du chef d'État-Major de la Marine. Finalement, il arrive à Dakar, son nouveau port d'attache, au début du mois de novembre après une escale au Maroc.
Le 30 octobre 2019, le navire participe activement à une importante saisie de stupéfiants (plus d'une tonne) au large de Dakar, en coordination avec la Guardia Civil espagnole. Le 28 avril 2020, le Fouladou saisit environ cinq tonnes de résine de cannabis à bord d'un bateau de plaisance au large de Dakar.

## Galerie

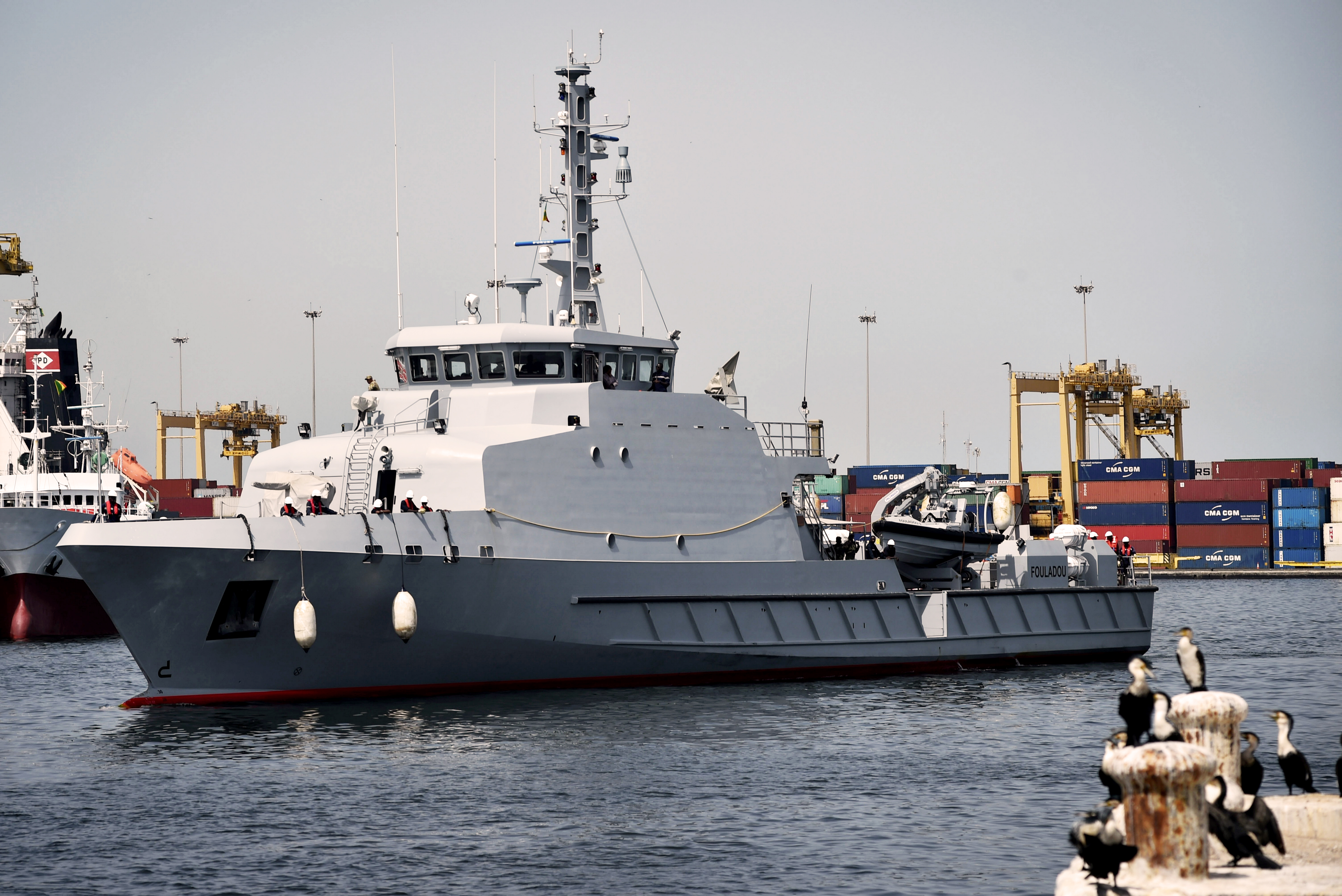
Au port de Dakar en 2017.
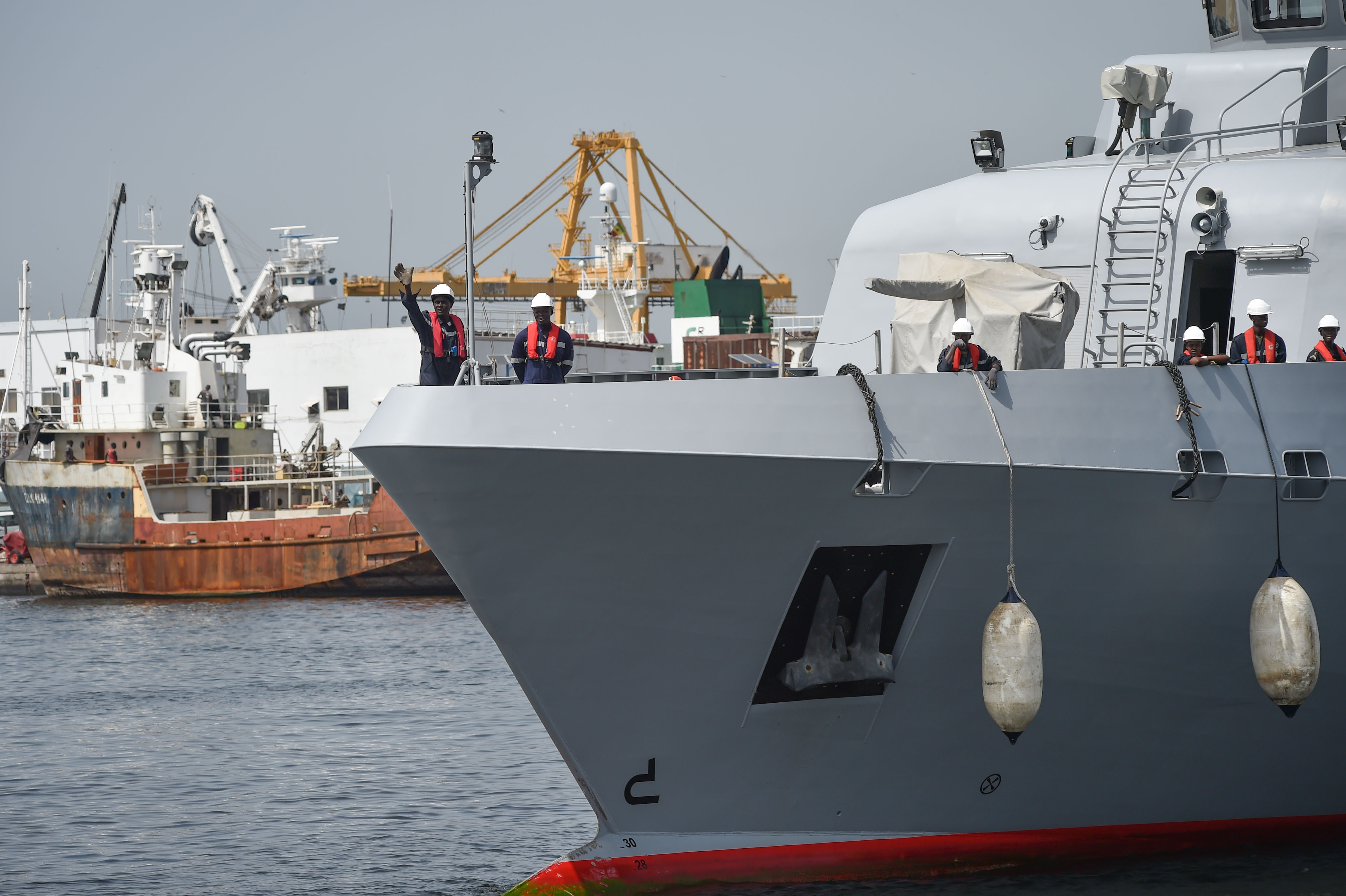
Au port de Dakar en 2017.
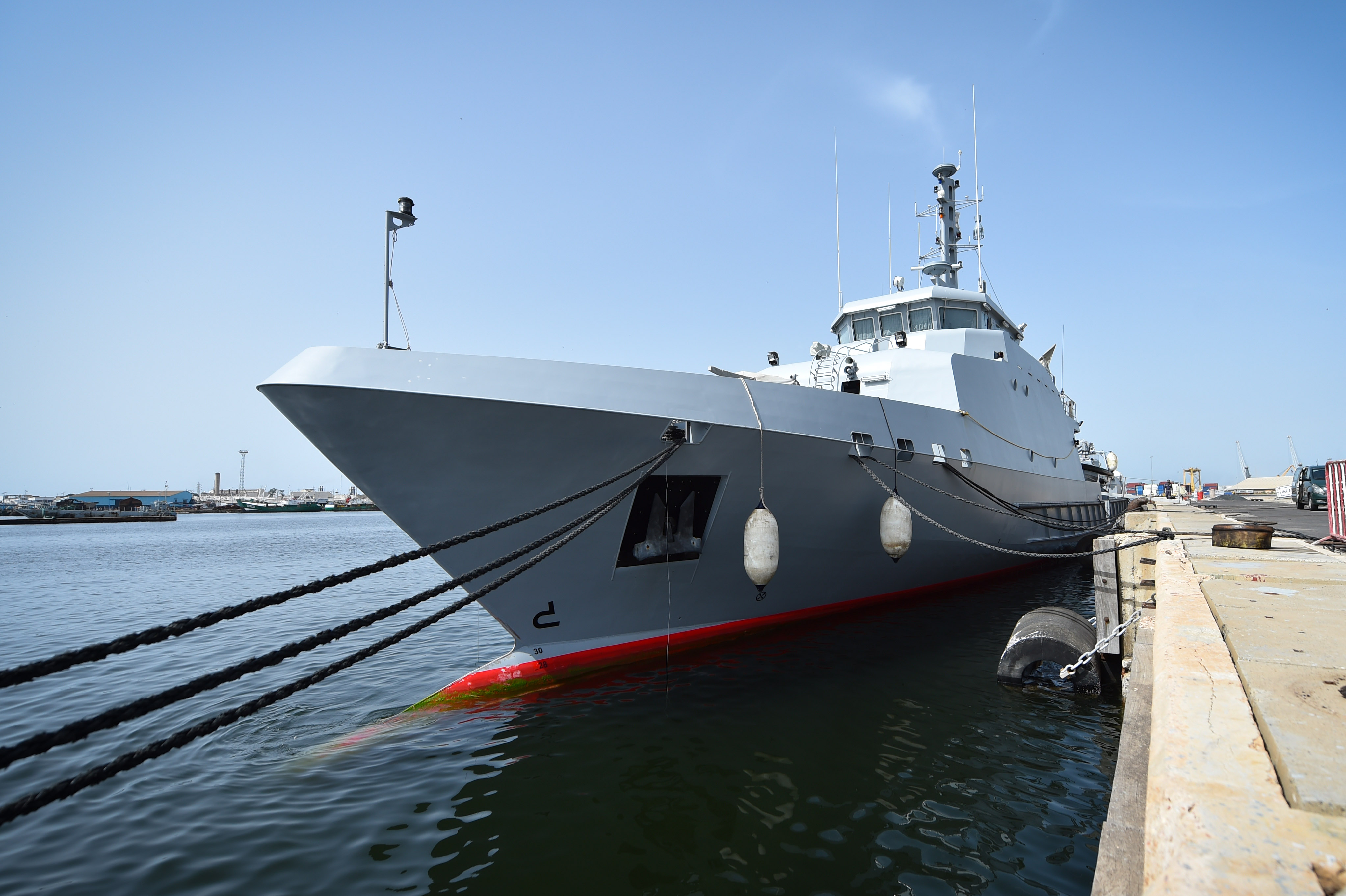
À la base navale amiral Faye Gassama de Dakar en 2017.
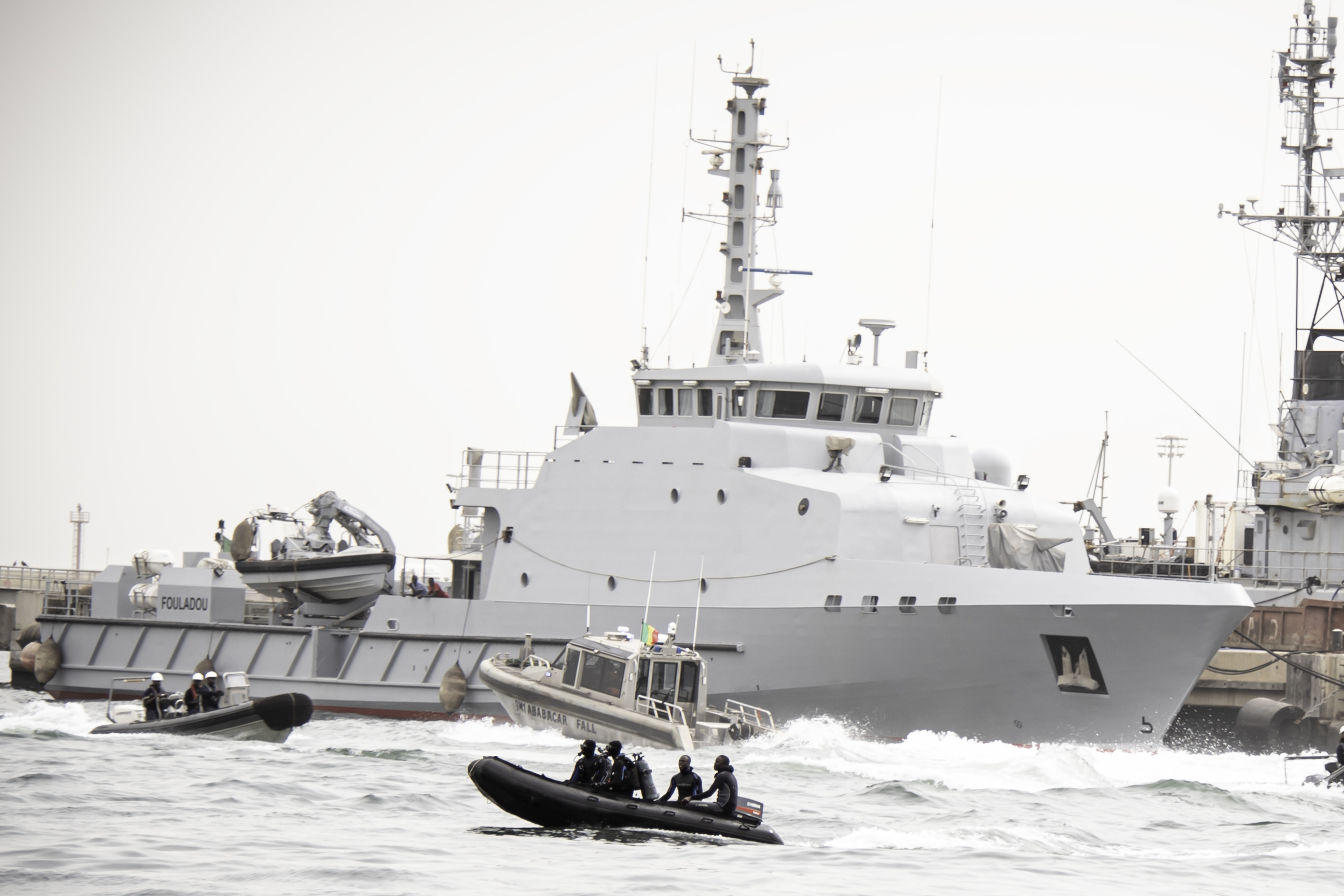
À la base navale amiral Faye Gassama de Dakar en 2020.